# Eszel ha-Nasi
Eszel ha-Nasi (hebr. אשל הנשיא; oficjalna pisownia w ang. Eszel ha-Nasi) – wieś położona w Samorządzie Regionu Merchawim, w Dystrykcie Południowym, w Izraelu.
Leży na pograniczu północno-zachodniej części pustyni Negew, pomiędzy miastami Beer Szewa i Ofakim.

## Historia
Osadę założono w 1951.

## Komunikacja
Przy wiosce jest skrzyżowanie drogi nr 25 (Nachal Oz-Beer Szewa-Arawa) z drogą nr 31 (Eszel ha-Nasi-Newe Zohar).